# 杜氏莖方頭魚
杜氏莖方頭魚，為輻鰭魚綱刺尾鯛目弱棘魚科莖方頭魚屬的其中一種，分布於中西大西洋的巴哈馬群島海域，棲息深度219-256公尺，體長可達35公分，生活在沙泥底質海域，為底棲性魚類，屬肉食性，生活習性不明。

## 擴展閱讀
維基物種上的相關：杜氏莖方頭魚